# Cooperita
La cooperita es un mineral de la clase de los sulfuros. Recibe su nombre en honor a R.A. Cooper, el primero en descubrir este mineral.

## Características
La cooperita es químicamente sulfuro de platino de fórmula química PtS. Cristaliza en el sistema tetragonal en forma de fragmentos de cristales distorsionados alargados paralelamente a [101] con {110}, {111} y {001}; también en forma de grandes irregulares de hasta 1,5 mm. Su dureza en la escala de Mohs es de 4 a 5. 
La cooperita es el dimorfo de la braggita y se diferencia de ella por un contenido más bajo en impurezas de paladio y níquel.
Según la clasificación de Nickel-Strunz, la cooperita pertenece a "02.C - Sulfuros metálicos, M:S = 1:1 (y similares), con Ni, Fe, Co, PGE, etc." junto con los siguientes minerales: achavalita, breithauptita, freboldita, kotulskita, langisita, niquelina, sederholmita, sobolevskita, stumpflita, sudburyita, jaipurita, zlatogorita, pirrotina, smithita, troilita, cherepanovita, modderita, rutenarsenita, westerveldita, millerita, mäkinenita, mackinawita, hexatestibiopanickelita, vavřínita, braggita y vysotskita

## Formación y yacimientos
La cooperita es un mena importante de platino que se encuentra en ultramáficos, gabros, dunitas y cromititas, típicamente en capas; también se encuentra en yacimientos masivos de calcopirita-pirrotita y en placeres aluviales. Se  han encontrado yacimientos en Australia, Brasil, Bulgaria, Canadá, Colombia, Ecuador, Estados Unidos, Finlandia, Grecia, Japón, Madagascar, Mongolia, Nueva Caledonia, Nueva Zelanda, Noruega, Rusia, Sierra Leona, Sudáfrica, Reino Unido, China y Zimbabue.
Suele encontrarse asociada con otros minerales cómo: braggita, vysotskita, sperrylita, moncheïta, platarsita, laurita, malanita, hollingsworthita, platino nativo, aleaciones de Pt-Fe y otras muchas especies minerales con elementos del grupo del platino, calcopirita, bornita, cubanita, pentlandita, pirrotita, pirita y cromita.